# Польсько-латвійський кордон
Польсько-латвійський кордон — державний кордон між Латвійською Республікою та Польською Республікою, що існував у 1918-1939 роках. Протяжність кордону становила 113 км.

## Історія
У 1919 році, під час війни за незалежність Латвії та радянсько-польської війни, під час якої латвійські та польські частини взаємодіяли, часова межа (демаркаційна лінія проходила вздовж річки Західна Двіна від Динабурга до Придруйська. Статус встановився, коли польські частини досягли берега Двіни. Незабаром після цього Польща оголосила, що місто Грива і 6 волостей колишньої Курляндской губернії на лівому березі Двіни включаються до складу браславського повіту і всі заперечення латвійської сторони відхиляються. Взимку і навесні 1920 року дійшло до кількох недружніх інцидентів, наприклад, вигнання польською жандармерією на інший берег річки надісланих латвійських прикордонників або висилка 17 січня 1920 року новопризначеного начальника латвійської поліції. Латвійська сторона була змушена змиритися з переходом цієї території під польське володіння, хоча і висловлювалася про долю латишів, що населяли ці землі.
Питання про приналежність цих земель було вирішено несподіваним способом. 4 липня 1920 року розпочався наступ Червоної Армії в Білорусі. Підгрупа Війська Польського «Дзвина», також як і інші польські частини почали відступ. На наступний день польський гарнізон Динабурга також почав відхід, щоб уникнути ізоляції від основних сил і відповідно до домовленості від 11 квітня 1920 року про виведення польських підрозділів з Латгалії. Поляки відступали з ілукстенського повіту, а латиші в той же день зайняли залишені землі, буквально на добу випередивши литовців, які теж висловили претензії на ці території. До кінця липня латвійські частини досягли колишньої губернської кордону і майбутньої державного кордону. В обмін на підписання конвенції про взаємодопомогу поляки хотіли впоступитися Латвії цими територіями, але латиші не були зацікавлені в союзі з Польщею.
Восени 1920 року, після успіхів на радянсько-польському фронті і бунту генерала Желіговського у Вільно, польська армія знову підійшла до колишньої демаркаційної лінії. Латвія, вважала, що Польща буде намагатися зайняти 6 спірних волостей Ілукстенського повіту, посилила свої частини на спірному кордоні. Проте 3-я дивізія Легіонів отримала наказ не перетинати лінію, зайняту латишами, навіть якщо вони будуть знаходитися за межами Курляндской губернії. Це було продиктовано політичними причинами, оскільки Польща хотіла налагодити стосунки з прибалтійськими країнами.

## Опис
Межа кордону починалася на перетині територій Польщі, Латвії і Радянського Союзу на річці Західній Двіні. Далі він проходив на захід вздовж річки, на південний захід і доходив до залізничної лінії Дукштас—Даугавпілс, що перетинала лінію кордону. Незабаром після лінії (в 2 км на захід від станції Турмантас) був перетин кордонів Латвії, Польщі та Литви.
Воєводство, Що межувало з Латвією:
- Віленське воєводство

## Прикордонні переходи
Залізничний прикордонний перехід знаходився на лінії Петербурзько-Варшавської залізниці, трохи південніше Динабурга.